# Frank Lawton
Pour les articles homonymes, voir Lawton.
Frank Lawton est un acteur anglais, de son nom complet Frank Lawton Mokeley, né le 30 septembre 1904 à Londres (Angleterre), ville où il est mort le 10 juin 1969.

## Biographie

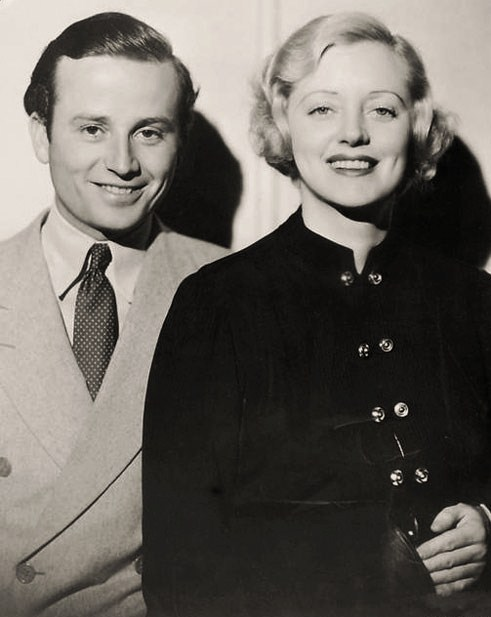
Avec son épouse Evelyn Laye, en 1934 (photo promotionnelle).

Au théâtre, où il débute en 1923, Frank Lawton joue notamment dans sa ville natale et à Broadway (New York), principalement dans des pièces (plus deux opérettes et une revue). Marié à l'actrice anglaise Evelyn Laye (1900-1996), de 1934 jusqu'à son décès en 1969, il la retrouve à plusieurs reprises sur les planches. Parmi ses autres partenaires à la scène, mentionnons Elizabeth Allan, Gladys Cooper, John Gielgud, Patrick McGoohan, Herbert Marshall, ou encore Mildred Natwick.
Au cinéma, il contribue à seulement vingt-quatre films, disséminés de 1930 à 1961, majoritairement britanniques (le premier est Young Woodley (en) de Thomas Bentley, avec Madeleine Carroll, où il reprend le rôle-titre qu'il venait d'interpréter au théâtre). S'y ajoutent cinq films américains dans les années 1930 et un film irlandais en 1957, Quand se lève la lune de John Ford (avec Cyril Cusack).
Citons également The Skin Game d'Alfred Hitchcock (1931, avec Helen Haye et Edmund Gwenn) et Atlantique, latitude 41° de Roy Ward Baker (son avant-dernier film en 1958, consacré au naufrage du Titanic, où il personnifie Joseph Bruce Ismay, aux côtés de Kenneth More et Laurence Naismith). Et il a comme partenaire Maureen O'Sullivan dans deux de ses films américains, David Copperfield de George Cukor (1935, rôle-titre adulte) et Les Poupées du diable de Tod Browning (1936).
À la télévision enfin, Frank Lawton participe à un téléfilm en 1948, puis à trois séries entre 1956 (la sitcom My Husband and I (en), où il partage la vedette avec son épouse) et 1963.

## Théâtre
(pièces, comme acteur, sauf mention contraire ou complémentaire)

### En Angleterre (sélection)
(à Londres, sauf mention contraire)
- 1924 : Puppets, revue, musique d'Ivor Novello, lyrics de Dion Titheradge
- 1925 : Clo-Clo (Cloclo), opérette, musique de Franz Lehár, lyrics et livret de Bela Jenbach, adaptation de Douglas Furber
- 1926 : La Fin de Mme Cheyney (The Last of Mrs. Cheyney) de Frederick Lonsdale, mise en scène de Gerald du Maurier, avec Gladys Cooper, Gerald du Maurier, May Whitty (adaptée au cinéma en 1937)
- 1927 : Interference de Roland Pertwee et Harold Dearden, avec Gerald du Maurier, Herbert Marshall, Moyna MacGill
- 1927-1928 : Young Woodley de John Van Druten, mise en scène de Basil Dean, avec Derrick De Marney, Jack Hawkins (reprise à Bristol en 1928-1929 ; rôle-titre, repris dans l'adaptation au cinéma de 1930 : voir filmographie ci-après)
- 1930 : Michael and Mary d'Alan Alexander Milne, avec Elizabeth Allan, Edna Best, Herbert Marshall, Torin Thatcher (rôle repris dans l'adaptation au cinéma de 1931 : voir filmographie ci-après)
- 1934-1935 : Worse Things happen at Sea ! de Keith Winter, avec Robert Flemyng
- 1938 : Quiet Wedding d'Esther McCracken, avec Elizabeth Allan, Glynis Johns
- 1938-1939 : Drake de Louis N. Parker, avec John Gielgud, Bernard Lee, Alastair Sim, Basil Sydney
- 1945 : Trois valses (Three Waltzes / Drei Walzer), opérette, musique d'Oscar Straus, livret de Paul Knepler et Armin L. Robinson, adaptation de Clare Kummer et Rowland Leigh, avec Evelyn Laye (à Bristol)
- 1954 : Waiting for Gillian, d'après le roman A Way Through to Wood de Nigel Balchin, avec John McCallum, Googie Withers
- 1955 : Serious Charge de Philip King, avec Patrick McGoohan (adaptée au cinéma en 1959)
- 1957 : Silver Wedding de John Bowen, avec Evelyn Laye
- 1959 : The Marquise de Noël Coward, avec Richard Fraser, Evelyn Laye (à Bath ; + metteur en scène)
- 1959 : And Suddenly It's Spring de Jack Popplewell, avec Margaret Lockwood
- 1962 : The Big Killing de Philip Mackie, avec Leslie Phillips, Naunton Wayne
- 1965 : The Circle de William Somerset Maugham, avec Evelyn Laye (à Bath)

### À Broadway (intégrale)
- 1934 : The Wind and the Rain de Merton Hodge, avec Lowell Gilmore, Mildred Natwick
- 1936 : Promise d'Henri Bernstein, adaptation d'H.M. Harwood, avec Cedric Hardwicke
- 1937-1938 : L'Écurie Watson (French without Tears) de Terence Rattigan, avec Philip Friend, Jacqueline Porel, Marcel Vallée
- 1938 : I am my Youth d'Ernest Pascal et Edwin Blum, avec Charles Waldron

## Filmographie

### Cinéma

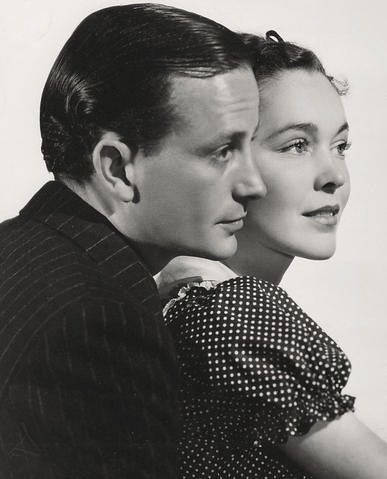
Avec Maureen O'Sullivan,
dans Les Poupées du diable
(1936, photo promotionnelle)

(films britanniques, sauf mention contraire)
- 1930 : Young Woodley de Thomas Bentley
- 1930 : Birds of Prey de Basil Dean
- 1931 : The Skin Game d'Alfred Hitchcock
- 1931 : The Outsider d'Harry Lachman
- 1931 : Michael and Mary de Victor Saville
- 1932 : After Office Hours de Thomas Bentley
- 1933 : Cavalcade de Frank Lloyd (film américain)
- 1933 : Vendredi 13 (Friday the Thirteenth) de Victor Saville
- 1933 : La Vedette et le Mannequin (en) (Heads We Go) de Monty Banks
- 1934 : One More River de James Whale (film américain)
- 1935 : David Copperfield (Personal History, Adventures, Experience, and Observation of David Copperfield the Younger) de George Cukor (film américain)
- 1936 : Les Poupées du diable (The Devil-Doll) de Tod Browning (film américain)
- 1936 : Le Rayon invisible (The Invisible Ray) de Lambert Hillyer (film américain)
- 1937 : The Mill on the Floss de Tim Whelan
- 1939 : Happy Families de Walter Forde (court métrage documentaire ; lui-même)
- 1939 : Les quatre justiciers (en) (The Four Just Men) de Walter Forde
- 1940 : Dangerous Comment de John Paddy Carstairs
- 1942 : Went the Day Well? d'Alberto Cavalcanti
- 1948 : The Winslow Boy d'Anthony Asquith
- 1953 : Coup de feu au matin (Rough Shoot) de Robert Parrish
- 1956 : Double Cross d'Anthony Squire
- 1957 : Quand se lève la lune (The Rising of the Moon) de John Ford (film irlandais)
- 1958 : L'Inspecteur de service (Gideon's Day) de John Ford
- 1958 : Atlantique, latitude 41° (A Night to Remember) de Roy Ward Baker
- 1961 : The Queen's Guards de Michael Powell

### Télévision
- 1948 : Blithe Spirith, téléfilm de George More O'Ferrall
- 1956 : My Husband and I, sitcom, saison unique en 7 épisodes (lui-même)
- 1960-1962 : No Hiding Place, série
  - Saison 2, épisode 9 A Straight White Line (1960)
  - Saison 4, épisode 13 The Skeleton wore Boots (1962)
- 1963 : The Human Jungle, série
  - Saison 1, épisode 10 A Woman with Scars de James Hill